# The Biography Channel
«The Biography Channel» («Байографи Ченнел», дословно «Канал биографий») — канал кабельного телевидения, специализирующийся на телевизионных программах о знаменитостях, на основе оригинальных сериалов и фильмов. Аудиторию канала составляют взрослые люди, однако в последние годы канал становится популярен также среди «юной аудитории», как правило, это подростки и молодые семьи. Настоящий The Biography Chanel доступен в основном в кабельном и спутниковом телевидении.

## История
Владельцем канала является A&E Television Networks. Этой компании так же принадлежат и другие каналы, контент которых основан на реальных событиях: The History Channel, History International и Crime & Investigation Network.
В 2007 году запущены версии канала в Латинской Америке и Германии.
1 января 2008 года название канала заменено на Bio. Владельцы уточнили, что эта замена есть часть ребрендинга, который начался в 2006 году. Аналогично название канала The History Channel заменено на History.
Версия HD стартовала в начале ноября 2008 года.
Самоназвание, употребляемое и коллегами в прессе — Bio

## The Biography Chanel в России
С 5 ноября 2009 года The Biography Channel доступен в России в предложении британской спутниковой платформы Sky Digital :

Его старт планировался ещё раньше, но вместе c ним в услуге вещания появился также и другой канал HD — Crime and Investigation Network HD (CI HD). Две эти станции — продукты The History Channel UK.

## Вещание

### Список документальных сериалов
| - Biography - Enigma - Mysteries of the Bible - Notorious - Screen Goddesses - The Unexplained - In the Mind of... | - Midsomer Murders - I Survived... - Urban Legends - Shatner's Raw Nerve - Haunted History - Ghostly Encounters - Celebrity Ghost Stories | - Celebrity Close Calls - City Confidential - Mobsters - Case Crackers - Crime Stories - The Chris Isaak Hour - Ripley's Believe it or Not - Airline (U.S. TV series) |

### Список игровых сериалов
- Agatha Christie’s Poirot
- The Adventures of Sherlock Holmes
- Murder, She Wrote
- A Nero Wolfe Mystery